# ساليو غيندو
ساليو غيندو (بالهولندية: Saliou Guindo)‏ (12 سبتمبر 1996 في سيغو في مالي - ) هو لاعب كرة قدم مالي في مركز الهجوم لعب سابقاً في نادي دبا الفجيرة الإماراتي.

## روابط خارجية
- ساليو غيندو على موقع قاعدة بيانات كرة القدم.إي يو (الإنجليزية)
- ساليو غيندو على موقع ناشيونال فوتبول تيمز (الإنجليزية)
- ساليو غيندو على موقع Soccerway.com (الإنجليزية)
- ساليو غيندو على موقع عالم كرة القدم.نت (الإنجليزية)